# Československo na Zimních olympijských hrách 1924

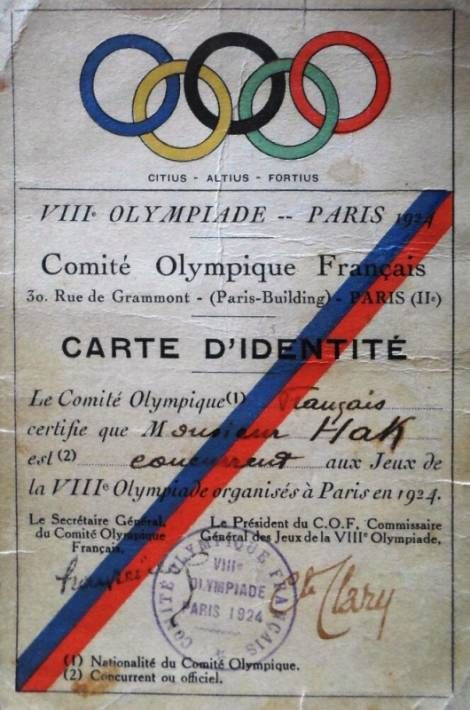
Průkaz lyžaře Františka Háka na ZOH v Chamonix 1924

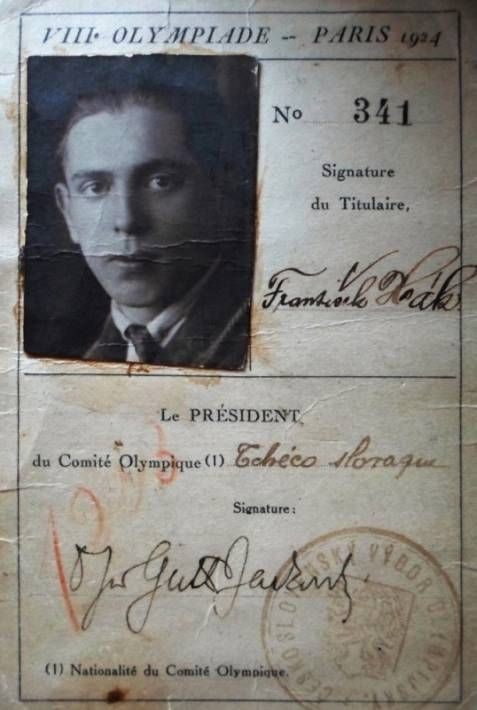
Olympijská legitimace podepsaná doktorem Guthem-Jarkovským

Československo na Zimních olympijských  hrách v Chamonix v roce 1924 reprezentovalo 27 sportovců, ani jedna žena. Nejmladším účastníkem byl skokan na lyžích Franz Wende (19 let, 246 dní), nejstarším pak gymnasta a lední hokejista Otakar Vindyš (39 let, 293 dní). Reprezentanti nevybojovali žádnou medaili.

## Seznam všech zúčastněných sportovců
| Číslo | Jméno                | Pohlaví | Věk | Sport              |
| ----- | -------------------- | ------- | --- | ------------------ |
| 1     | Josef Adolf          | Muž     | 26  | Severská kombinace |
| 2     | Josef Bím            | Muž     | 23  | Vojenská hlídka    |
| 3     | Walter Buchberger    | Muž     | 28  | Severská kombinace |
| 4     | Karel Buchta         | Muž     | 26  | Vojenská hlídka    |
| 5     | Jan Fleischmann      | Muž     | 38  | Lední hokej        |
| 6     | Miloslav Fleischmann | Muž     | 37  | Lední hokej        |
| 7     | Anton Gottstein      | Muž     | 30  | Běh na lyžích      |
| 8     | František Hák        | Muž     | 20  | Běh na lyžích      |
| 9     | Štěpán Hevák         | Muž     |     | Běh na lyžích      |
| 10    | Jaroslav Jirkovský   | Muž     | 33  | Lední hokej        |
| 11    | Václav Jón           | Muž     | 18  | Běh na lyžích      |
| 12    | Bohuslav Josífek     | Muž     | 22  | Vojenská hlídka    |
| 13    | Oldřich Kolář        | Muž     | 26  | Běh na lyžích      |
| 14    | Karel Koldovský      | Muž     | 25  | Skoky na lyžích    |
| 15    | Jan Krásl            | Muž     | 24  | Lední hokej        |
| 16    | Valentin Loos        | Muž     | 28  | Lední hokej        |
| 17    | Josef Maleček        | Muž     | 20  | Lední hokej        |
| 18    | Jan Mittlöhner       | Muž     |     | Vojenská hlídka    |
| 19    | Josef Německý        | Muž     | 23  | Běh na lyžích      |
| 20    | Otakar Německý       | Muž     | 21  | Severská kombinace |
| 21    | Jan Palouš           | Muž     | 35  | Lední hokej        |
| 22    | Jaroslav Řezáč       | Muž     | 37  | Lední hokej        |
| 23    | Josef Slíva          | Muž     | 25  | Krasobruslení      |
| 24    | Josef Šroubek        | Muž     | 32  | Lední hokej        |
| 25    | Jaroslav Stránský    | Muž     | 24  | Lední hokej        |
| 26    | Otakar Vindyš        | Muž     | 39  | Lední hokej        |
| 27    | Franz Wende          | Muž     | 19  | Skoky na lyžích    |